# Trà Côn
Trà Côn là một xã thuộc tỉnh Vĩnh Long, Việt Nam.

## Địa lý
Xã Trà Côn có vị trí địa lý:
- Phía đông giáp xã Hòa Bình.
- Phía tây giáp xã Ngãi Tứ.
- Phía nam giáp xã Trà Ôn và Vĩnh Xuân.
- Phía bắc giáp xã Tam Bình.

Xã Trà Côn có diện tích 59,37 km², dân số năm 2025 là 45.778 người, mật độ dân số đạt 771 người/km².

## Hành chính
Xã Trà Côn được chia thành 7 ấp: Bang Chang, Ngãi Lộ A, Ngãi Lộ B, Phạm Thị Mến, Tầm Vu, Thôn Rôn, Trà Ngoa.

## Lịch sử
Ngày 6 tháng 12 năm 2019, Hội đồng Nhân dân tỉnh Vĩnh Long ban hành Nghị quyết 228/NQ-HĐND về việc:
- Sáp nhập một phần ấp Phạm Thị Mến vào ấp Trà Ngoa
- Sáp nhập toàn bộ ấp Ông Tín vào một phần ấp Phạm Thị Mến
- Sáp nhập toàn bộ ấp Rạch Vẹt vào ấp Tầm Vu
- Sáp nhập toàn bộ ấp Xẻo Tràm vào ấp Bang Chang.

Ngày 16 tháng 6 năm 2025, Ủy ban Thường vụ Quốc hội ban hành Nghị quyết số 1687/NQ-UBTVQH15 về việc sắp xếp các đơn vị hành chính cấp xã của tỉnh Vĩnh Long năm 2025. Theo đó, sắp xếp toàn bộ diện tích tự nhiên, quy mô dân số của các xã Nhơn Bình, Trà Côn, Tân Mỹ (huyện Trà Ôn); một phần diện tích tự nhiên, quy mô dân số của thị trấn Tam Bình thành xã mới có tên gọi là xã Trà Côn.
Sau khi sáp nhập, xã Trà Côn có 59,37 km² diện tích tự nhiên và dân số 45.778 người.

## Ảnh

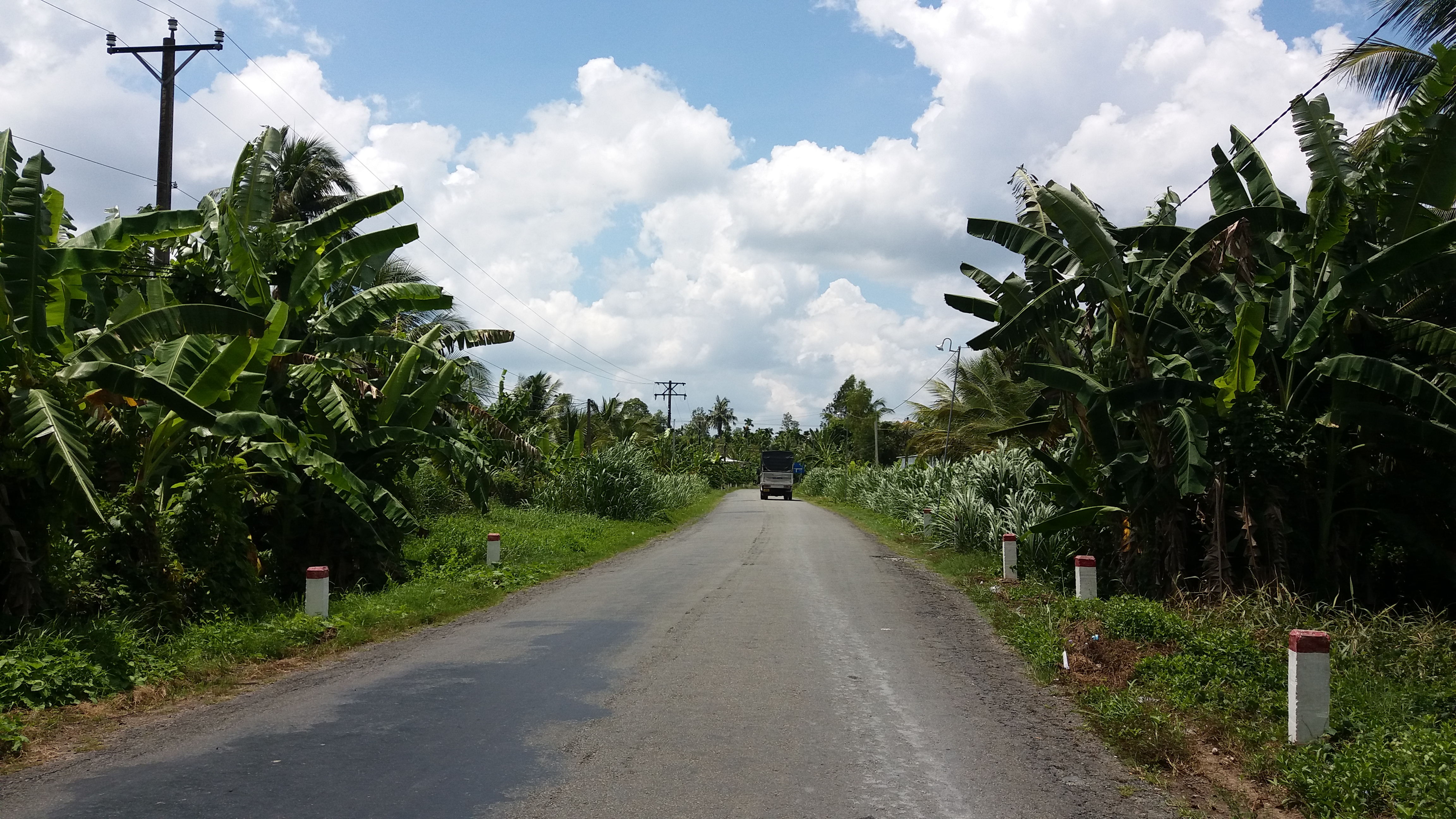
Tỉnh lộ 907 ngang qua xã.